# Муругесан, Шурентхеран
Шурентхеран Муругесан (англ. Shurentheran Murugesan, 30 марта 1956) — малайзийский хоккеист (хоккей на траве), полевой игрок. Участник летних Олимпийских игр 1984 года, бронзовый призёр летних Азиатских игр 1982 года.

## Биография
Шурентхеран Муругесан родился 30 марта 1956 года.
В 1984 году вошёл в состав сборной Малайзии по хоккею на траве на летних Олимпийских играх в Лос-Анджелесе, занявшей 11-е место. Играл в поле, провёл 7 матчей, забил 1 мяч в ворота сборной США.
В 1982 году завоевал бронзовую медаль хоккейного турнира летних Азиатских игр в Нью-Дели.